# John Boyd (écrivain)
Pour les articles homonymes, voir John Boyd et Boyd.
Œuvres principales
- Dernier vaisseau pour l'enfer
- La Planète Fleur

John Boyd (de son vrai nom Boyd Bradfield Upchurch), né le 3 octobre 1919 à Atlanta et mort le 8 juin 2013  dans la même ville, est un écrivain américain de science-fiction.

## Biographie
John Boyd intègre la Marine en 1940. Il sert dans les Philippines, en Russie, au Japon et en Angleterre.  En 1944, il épouse Fern Gillaspy, institutrice, avec qui il vit longtemps heureux. Trois ans plus tard, il obtient un diplôme d'histoire et de journalisme de l'Université de la Californie du Sud, puis devient marchand de photographies. 
John Boyd ne commence à écrire qu'à la cinquantaine. Publiant la plupart de ses écrits sous des pseudonymes, Boyd signe de son vrai nom deux romans :  The Slave Stealer (1968) et Scarborough Hall (1976). Son premier roman de science-fiction, Dernier Vaisseau pour l'enfer est encensé par l'écrivain Robert A. Heinlein. Avec un regard assez satirique, il écrit sur des sujets divers : l'écologie, le féminisme, la pollution, le libertinage, l'épuisement culturel et économique de notre civilisation, sous couvert de romans lorgnant vers la série B et la science-fiction la moins noble. Boyd ne s'est jamais départi de son écriture classique qui le rattache directement à la grande lignée des écrivains de science-fiction de la fin du XIXe siècle.
Il s'inscrit dans la veine libertaire des années soixante, glorifiant la libération sexuelle tel le Syndrome Fairweather, avec humour et joie libératrice et jonglant avec maestria avec les mythes grecs.

## Œuvres
- 2000 dollars pour Melinda (The Slave Stealer (1968), Éditions de Trévise, 1970)
- Dernier vaisseau pour l'enfer (Denoël, Présence du futur 133, 1971)
- La Planète Fleur (Denoël, Présence du futur 140, 1971)
- Lysistrata 80 (Stock, Évasion, 1971)
- La Ferme aux organes (Denoël, Présence du futur 147/148, en 1972)
- The Gorgon Festival (Weybright & Talley, Bantam, 1972) non traduit
- Les Libertins du ciel (Denoël, Présence du futur 183, 1974)
- Barnard's Planet (Berkley Putnam, Berkley, 1975, non traduit)
- Scarborough Hall (1976, non traduit)
- Quotient intellectuel à vendre (Denoël, Présence du futur 210, 1976)
- Le gêne maudit (Denoël, Présence du futur 219, 1976)
- L'envoyé d'Andromède (Denoël, Présence du futur 241, 1977)
- The Girl with the Jade Green Eyes (Viking, Penguin, 1977)

Non-fiction :
- Behind Every Bush: Treason or Patriotism? (1979) (sous le nom Boyd Upchurch, avec le sénateur Richard H. Ichord)